# Sivaganga (ciutat)
Sivaganga, o Sivagangai, és una ciutat i municipalitat de Tamil Nadu, capital del districte de Sivaganga.
Està situada a 09° 51′ N, 78° 30′ E / 9.850°N,78.500°E. Consta al cens del 2001 amb una població de 40.129 habitants. Un segle abans, el 1901, era de 9.097. L'edifici principal és el palau dels zamindars.